# Каторі Сінто-рю
Katori Shinto Ryu (яп. 香取神道流, укр. «Школа Шінто святині Катори») — одна з найдавніших традиційних шкіл японських бойових мистецтв (кобудо), заснована у XV столітті. Вважається однією з найстаріших існуючих шкіл кендзюцу та буjуцу[що?], яка мала значний вплив на формування багатьох інших шкіл японських бойових мистецтв.

## Історія
Заснована близько 1447 року майстром Іідзаса Тьоісаї Іенао (яп. 飯篠 長威斎 家直, бл. 1387 — бл. 1488), що походив із провінції Сімоса (сучасна префектура Тіба). Іенао, після багатьох років військової служби, здійснив паломництво до святині Катори (Katori Jingu), де, за легендою, отримав божественне одкровення та заснував школу, яка поєднала релігійні елементи синто з військовими практиками самураїв.
Katori Shinto Ryu стала однією з перших організованих систем всеохоплюючого бойового навчання, яка охоплювала:
- фехтування мечем (кендзюцу),
- боротьбу з нагінатою (нагінатадзюцу),
- володіння списом (содзюцу),
- стрільбу з лука (кюдзюцу),
- використання меча та кинджала в ближньому бою (тайдзюцу),
- володіння бойовим мечем у повних обладунках (енбі-гусоку),
- стратегічне планування (хёходзюцу),
- магічно-релігійні практики.

## Особливості стилю
Katori Shinto Ryu відзначається широким арсеналом технік та озброєння, ретельно структурованими ката та високим рівнем етики. Школа акцентує на безпеці тренувань, дисципліні, точності рухів, а також на збереженні традиційної передачі знань через суворе учнівство (укемі).
Особливе місце займає практика фехтування мечем (кендзюцу), яка включає роботу з дерев'яним мечем боккеном. Техніки відпрацьовуються у формі парних ката — заздалегідь визначених комбінацій атак і захисту.
Також школа приділяє увагу духовному розвитку практикуючих, зокрема через практику синтоїстських обрядів.

## Сучасний стан
Сьогодні Katori Shinto Ryu практикується в багатьох країнах світу. Однією з основних ліній школи є Tenshin Shōden Katori Shintō-ryū, яка продовжує зберігати традиційну систему навчання.
Один із найвідоміших сучасних майстрів школи — Отака Сугавара Юкіхіро, а також (до своєї смерті) — Отаке Рісуке (1926—2021), який понад 70 років був одним з головних викладачів школи.
Школа визнається національним культурним надбанням Японії.

## Вплив на інші школи
Katori Shinto Ryu суттєво вплинула на формування багатьох інших шкіл японських бойових мистецтв, зокрема:
- Kashima Shinto Ryu
- Shinkendo
- Iaido
- Aikido (зокрема, ранні дослідження Моріхея Уесіби спиралися на принципи кендзюцу стародавніх шкіл)